# Wilhelm Canenbley
Wilhelm August Heinrich Canenbley (* 21. Dezember 1901 in Fürstenau; † 2. März 1973 in Rotenburg (Wümme)) war ein deutscher Agrarwissenschaftler und Landwirtschaftsfunktionär.

## Leben
Nach seinem Abitur im Jahr 1919 diente Canenbley zunächst als Freiwilliger im Grenzschutz Ost, einem Teil der Vorläufigen Reichswehr. Von 1920 bis 1922 absolvierte er eine landwirtschaftliche Lehre auf dem Rittergut Hoya an der Weser, anschließend war er bis 1923 landwirtschaftlicher Verwalter der Domäne Clus-Braunschweig. Von 1923 bis 1926 studierte Canenbley Landwirtschaft in Göttingen und schloss dort 1926 sein Studium als Diplom-Landwirt ab. Seit 1923 gehörte er der Göttinger Burschenschaft Holzminda an. Im Jahr 1927 wurde er an der Leipzig zum Dr. phil. promoviert. Im selben Jahr wurde er Abteilungsleiter und stellvertretender Geschäftsführer bei der Hauptviehverwaltung für die Provinz Sachsen eGmbH in Halle (Saale). Von 1927 bis 1928 arbeitete er im landwirtschaftlichen Betrieb seines Schwiegervaters in Nindorf. Von 1928 bis 1930 leitete Canenbley die Tierzucht auf Rittergut Schloss Löbnitz.
Bereits zum 1. November 1931 trat Canenbley in die NSDAP ein (Mitgliedsnummer 701.848). Von Oktober 1933 bis März 1935 war er Hauptstabsleiter bei der Landesbauernschaft Sachsen-Anhalt, Halle (Saale), unter Landesbauernführer Hellmut Körner; anschließend, von April 1935 bis Februar 1937, Hauptstabsleiter bei der Landesbauernschaft Schlesien, Breslau, unter Landesbauernführer Johannes Slawik. Am 28. Oktober 1935 trat Canenbley in die Schutzstaffel ein (SS-Nummer 275.439). Zum 1. Januar 1936 wurde er in das Beamtenverhältnis berufen. Ab 1936 arbeitete er als Bauernreferent Süd-West beim Rasse- und Siedlungshauptamt (RuSHA) der SS. Von Februar bis April 1937 war Canenbley Führungsgehilfe beim Verwaltungsamtsführer Hellmut Körner des Reichsbauernführers Walther Darré. Am 24. März 1937 wurde Canenbley zum Oberlandwirtschaftsrat ernannt. Bis April 1937 war er NSDAP-Gaustellenleiter, im selben Monat wurde er zum SS-Untersturmführer ernannt. Am 21. Juni 1937 wurde Canenbley zum Reichslandwirtschaftsrat (RLR) befördert. 1938 wurde er SS-Obersturmführer.
Im Jahr 1941 wurde Canenbley SS-Hauptsturmführer beim Rasse- und Siedlungsamt. Am 28. April 1941 wurde er zum Reichsnährstandsrat ernannt. Von August 1941 bis August 1944 war Canenbley Kriegsverwaltungsabteilungschef in Abt. III E – 1 Abt. „Landwirtsch. Verwaltung und Organisation“ beim Wirtschaftsstab Ost bzw. im Reichsministerium für die besetzten Ostgebiete (RMfdbO), ab Juni 1942 zugleich Unterabteilungsleiter IA im Reichsministerium für Ernährung und Landwirtschaft (RMEL). Am 28. August 1942 wurde Canenbley zum Ministerialdirigenten ernannt. Am 30. Januar 1944 erhielt er das Kriegsverdienstkreuz 1. Klasse. Von September 1944 bis 1945 diente Canenbley in der deutschen Wehrmacht.
Ab 1945 bewirtschaftete Canenbley den von seinem Schwiegervater ererbten bäuerlichen Betrieb in Nindorf. In der Nachkriegszeit übte er zahlreiche Mitgliedschaften, Ehrenämter und Vereinstätigkeiten aus, unter anderem als Mitglied des Gemeinderats Nindorf, Vorstandsmitglied der Landkrankenkasse Rotenburg, Vorsitzender der Vertreterversammlung der Hannoverschen Landwirtschaftlichen Berufsgenossenschaft und der Saatguterzeugergemeinschaft im Gebiet der Landwirtschaftskammer Hannover. Rund sieben Jahre lang, von 1956 bis 1963, war Canenbley Hauptgeschäftsführer des Landesverbandes des Niedersächsischen Landvolks. Am 8. Oktober 1962 wurde ihm das Bundesverdienstkreuz 1. Klasse verliehen.
Canenbley starb im Alter von gut 71 Jahren am 2. März 1973 in Rotenburg (Wümme).

## Veröffentlichungen
- Wilhelm August Heinrich Canenbley, Das deutsche veredelte Landschwein auf den Ausstellungen der Deutschen Landwirtschafts-Gesellschaft. Noske, Borna-Leipzig 1927.